# Rue Paul-Éluard
La rue Paul-Éluard est une voie de communication de Saint-Denis. Elle suit le tracé de la route départementale 24.

## Situation et accès

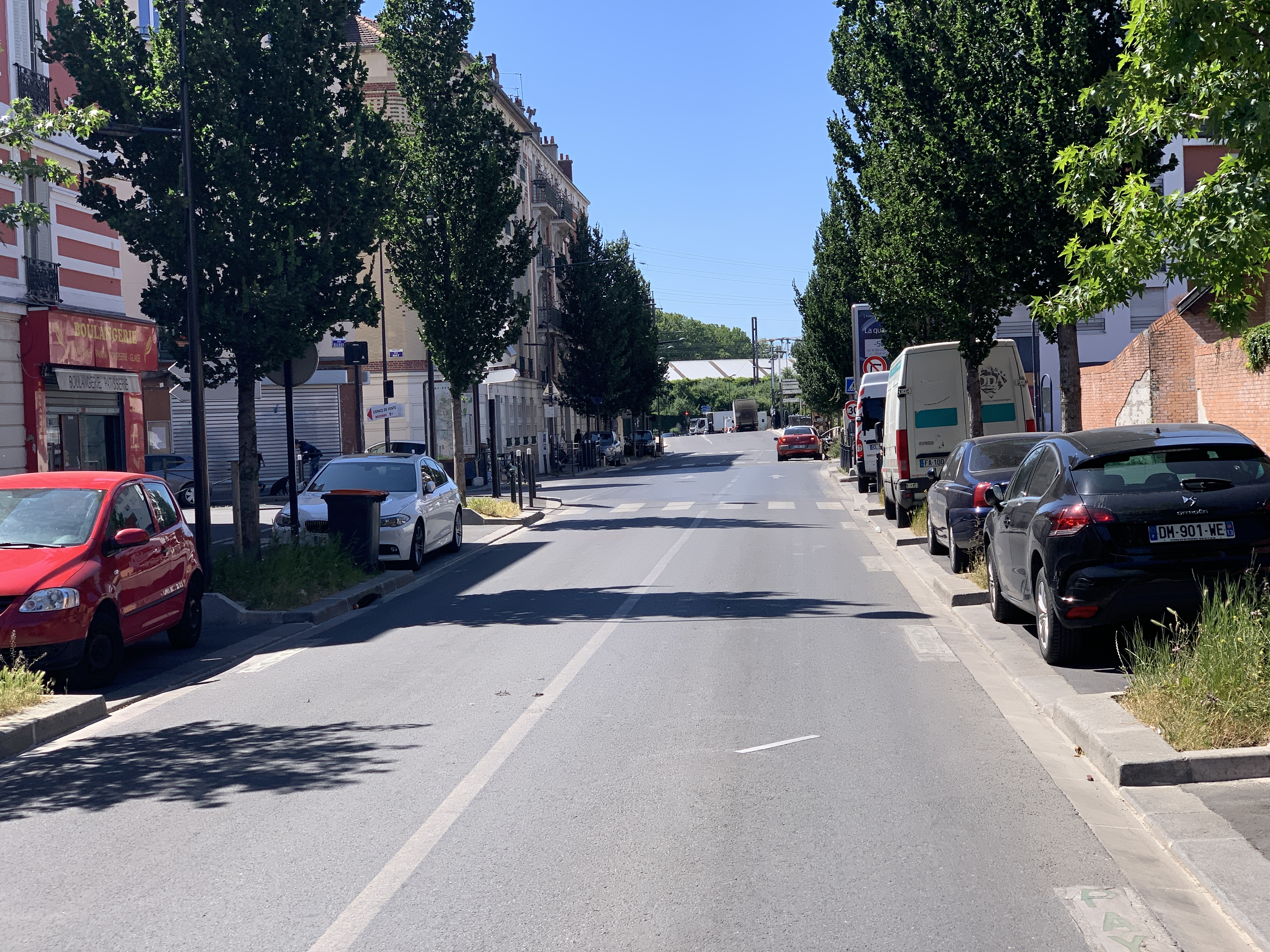
La rue Paul-Éluard.

Orientée nord-ouest-sud-est, cette rue emprunte l'axe de la rue de la Briche, à partir du croisement du quai de Seine et de la rue du Fort-de-la-Briche.
Elle passe tout d'abord sous la ligne de Saint-Denis à Dieppe et la ligne de Paris-Nord à Lille. Puis, elle rencontre la rue Maurice-Thorez et la rue Ambroise-Croizat à laquelle elle est parallèle pendant quelques dizaines de mètres.
Elle reprend ensuite son axe initial vers l'Est, formant le départ de la rue Brise-Échalas, de la rue Suger et de la rue Dezobry. Elle se termine au carrefour de la rue Gaston-Philippe et du boulevard Carnot.

## Origine du nom
Le nom actuel de cette rue rend hommage à Paul Éluard, nom de plume d'Eugène Grindel, poète français né à Saint-Denis en 1895 et mort à Charenton-le-Pont en 1961.

## Historique

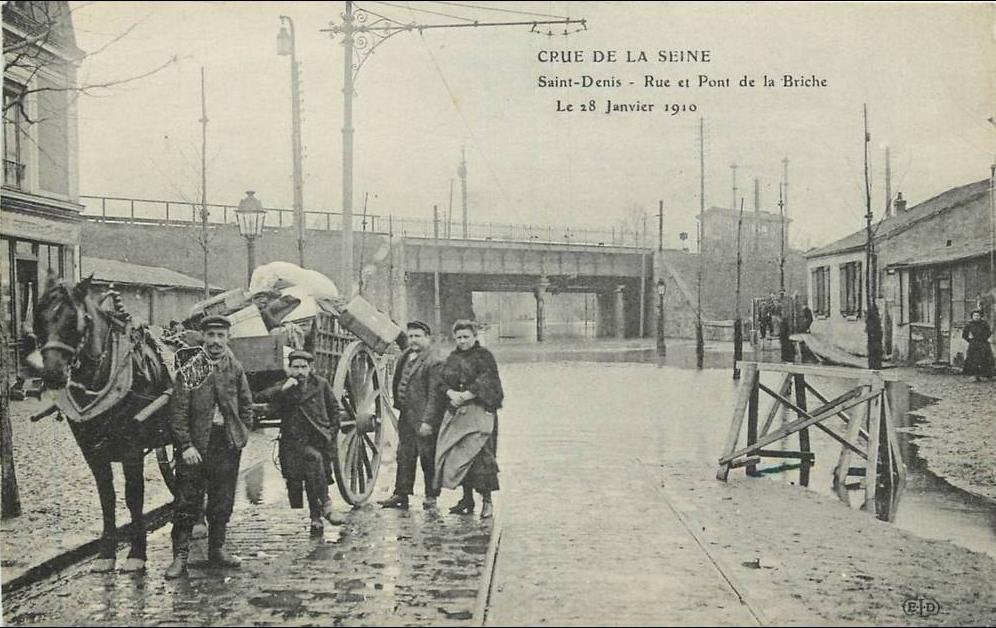
Inondations de 1910, rue et pont de la Briche, rails du tramway.

Cette voie de circulation a été créée en empruntant à la rue de la Briche existante, son extremité sud.
Le 9 juin 1918, un obus envoyé par la Grosse Bertha tombe sur la voie ferrée à la hauteur de la rue de la Briche.
Elle était parcourue par le Tramway Enghien - Trinité de 1900 à 1935.

## Bâtiments remarquables et lieux de mémoire
- Théâtre Gérard-Philipe
- Ensemble de logements HLM, construit en 1953[3]. Initialement nommée la Briche, elle prend le nom de Paul-Eluard en même temps que la rue éponyme[4].